# Метростанция „Овча купел“
„Овча купел“ е станция от линия М3 на Софийското метро. Открита е на 24 април 2021 г. като част от участъка „Красно село" – „Горна баня".

## Местоположение
Станцията е разположена западно от кръстовището на бул. „Овча купел“ и бул. „Президент Линкълн“. Има два входни вестибюла. Източният е с вход/изходи на кръстовището на двата булеварда. Западният вестибюл е под бул. „Президент Линкълн“, вход/изходите са в двата тротоара на булеварда.
| № | Име на вход/изход      | Достъпност |
| - | ---------------------- | ---------- |
| 1 | ж.к. Овча купел 1      | асансьор   |
| 2 | бул. Президент Линкълн | асансьор   |
| 3 | бул. Овча купел        | асансьор   |
| 4 | ул. Александър Геров   | асансьор   |
| 5 | кв. Овча купел         | асансьор   |

## Архитектурно оформление
Станцията е плитко разположена. Първите 2 вход/изхода са основна връзка с квартал „Овча купел“. Останалите 3 правят връзка с градския транспорт. Тя е първа и последна за влаковете от и за депо Земляне от/към квартала и е най-ниско разположената от общо четирите станции в „Овча Купел“.

## Връзки с градския транспорт

### Автобусни линии
Метростанция „Овча купел“ се обслужва от 2 автобусни линии от дневния градски транспорт:
- Автобусни линии от дневния транспорт: 11, 60

### Трамвайни линии
Метростанция „Овча купел“ се обслужва от 1 трамвайна линия:
- Трамвайни линии: 11